# 火の鳥 (1956年の映画)
『火の鳥』（ひのとり）は、1956年6月14日に公開された日活製作の映画、井上梅次監督作品。仲代達矢の舞台を見た井上と月丘から出演オファーを受け、この作品で仲代は初の本格的な映画出演を果たした。
とある舞台女優が、時に男たちに翻弄されながらも強く生きる姿を描いた作品である。

## 配役
- 月丘夢路 : 生島エミ
- 仲代達矢 : 長沼敬一
- 伊達信 : 田島有美
- 中原早苗 : 牧田和子
- 山岡久乃 : エミの姉君子
- 植村謙二郎 : 潮田幸二
- 大町文夫 : 猿丸克之
- 市村俊幸 : 草壁士郎
- 織田政雄 : 飛鳥勉
- 若原初子 : 大鳥英子
- 東恵美子 : 山際芳子
- 河合健二 : 土岐良平
- 汐見洋 : かもめのマスター
- 長谷川菊子 : マスターの娘
- 志摩桂子 : 志摩みゆき
- 山田禅二 : 久一さん
- 小柴隆 : 文芸部員須貝
- 中原敬七 : 江上演出委員
- 明美京子 : 母さと子
- 三橋達也 : 杉山泰 (特別出演)[5]
- 長門裕之[5][4]
- 芦川いづみ[5][4]
- 北原三枝 : 女優北原 (友情出演)[5]
- 金子信雄 : 富士監督
- 安部徹 : 春山プロデューサー
- 大坂志郎 : 徳さん

## スタッフ等
- 監督 : 井上梅次
- 脚本 : 猪俣勝人、井上梅次
- 原作 : 伊藤整
- 製作 : 山本武、佐藤正之
- 撮影 : 岩佐一泉
- 音楽 : 佐藤勝
- 編集 : 鈴木晄
- 特殊撮影 : 日活特殊技術部[5]
- 助監督 : 舛田利雄[5]

## 併映作品
- 『ドラムと恋と夢』: 吉村廉監督